# Frankie Baumholtz
Frank Conrad "Frankie" Baumholtz (Midvale, Ohio, 7 de octubre de 1918-Winter Springs, Florida, 14 de diciembre de 1997) fue un jugador de baloncesto y béisbol estadounidense que disputó una temporada en la BAA, otra en la NBL y diez más como beisbolista en la MLB. Con 1,78 metros de estatura, jugaba en la posición de base, y como jugador de béisbol de jardinero.

## Trayectoria deportiva

### Universidad
Jugó durante tres temporadas con los Bobcats de la Universidad de Ohio, llegando a disputar en 1941 la final del NIT en la que cayeron ante Long Island Blackbirds, pero en la que fue elegido mejor jugador del torneo. Esa temporada fue además incluido en el segundo equipo consensuado All-American. Su camiseta con el número 54 es la única retirada como homenaje en la Universidad de Ohio.

### Baloncesto
En 1945 fichó por los Youngstown Bears de la NBL, con los que disputó una temporada en la que promedió 10,5 puntos por partido, segundo mejor anotador del equipo tras Leo Mogus, y en la que fue incluido en el segundo mejor quinteto de la competición.
El año siguiente fichó por los Cleveland Rebels de la recién creada BAA, con los que jugó una temporada en la que promedió 14 puntos y 1,2 asistencias por partido, acabando como octavo mejor anotador de la liga, e incluido en el 2.º mejor quinteto de la BAA.

### Béisbol
En 1947 dejó el baloncesto y se dedicó por entero al béisbol, fichando por los Cincinnati Reds de las Grandes Ligas de Béisbol, donde en su primera temporada fue quinto en las votaciones para el rookie del año. En 1949 fue traspasado junto con Hank Sauer a los Chicago Cubs a cambio de Peanuts Lowrey y Harry Walker, con los que jugó seis temporadas. Acabó su carrera jugando con los Philadelphia Phillies, alcanzando finalmente un porcentaje de bateo del 29%.

## Estadísticas de su carrera en la BAA

### Temporada regular
| Temp.   | Equipo    | PJ | %TC  | %TL  | APG | PPG  |
| ------- | --------- | -- | ---- | ---- | --- | ---- |
| 1946–47 | Cleveland | 45 | .298 | .776 | 1.2 | 14.0 |
| Total   | Total     | 45 | .298 | .776 | 1.2 | 14.0 |